# Тюньи-Трюньи
Тюньи́-Трюньи́ (фр. Thugny-Trugny) — коммуна во Франции, находится в регионе Шампань — Арденны. Департамент — Арденны. Входит в состав кантона Ретель. Округ коммуны — Ретель.
Код INSEE коммуны — 08452.
Коммуна расположена приблизительно в 170 км к северо-востоку от Парижа, в 60 км севернее Шалон-ан-Шампани, в 39 км к юго-западу от Шарлевиль-Мезьера.

## Население
Население коммуны на 2008 год составляло 215 человек.
| 1962 | 1968 | 1975 | 1982 | 1990 | 1999 | 2008 |
| ---- | ---- | ---- | ---- | ---- | ---- | ---- |
| 250  | 259  | 237  | 220  | 227  | 243  | 215  |

## Экономика
В 2007 году среди 144 человек в трудоспособном возрасте (15—64 лет) 100 были экономически активными, 44 — неактивными (показатель активности — 69,4 %, в 1999 году было 71,8 %). Из 100 активных работали 89 человек (51 мужчина и 38 женщин), безработных было 11 (3 мужчин и 8 женщин). Среди 44 неактивных 16 человек были учениками или студентами, 9 — пенсионерами, 19 были неактивными по другим причинам.

## Достопримечательности
- Замок Тюньи-Трюньи[фр.] (XVI—XVII века). Исторический памятник с 1946 года[3].
- Церковь Сен-Лу[фр.] (XII век). Исторический памятник с 1946 года[4].
- Арденнский канал и шлюз № 8 Тюньи-Трюньи.

## Фотогалерея

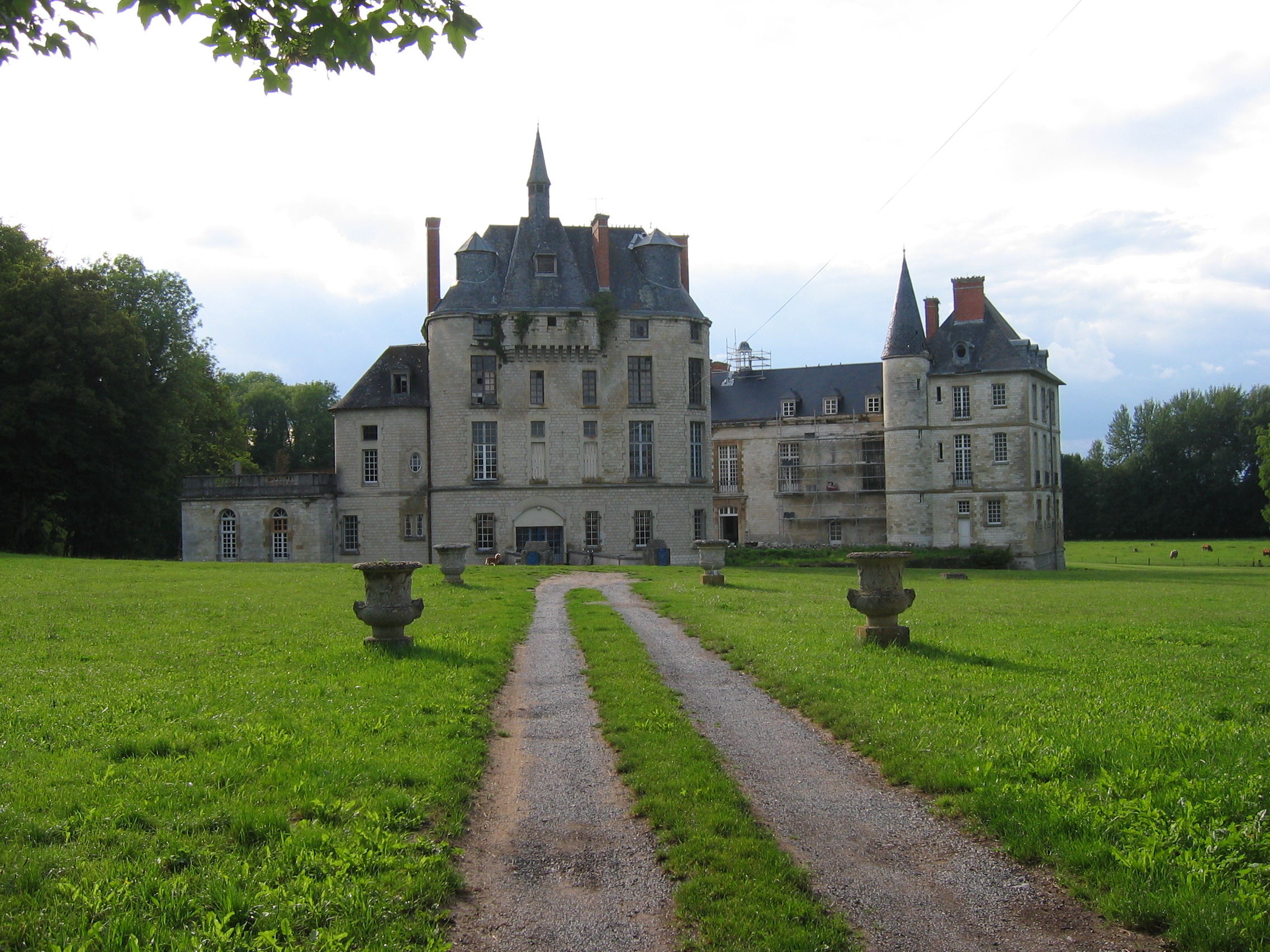
Замок Тюньи-Трюньи
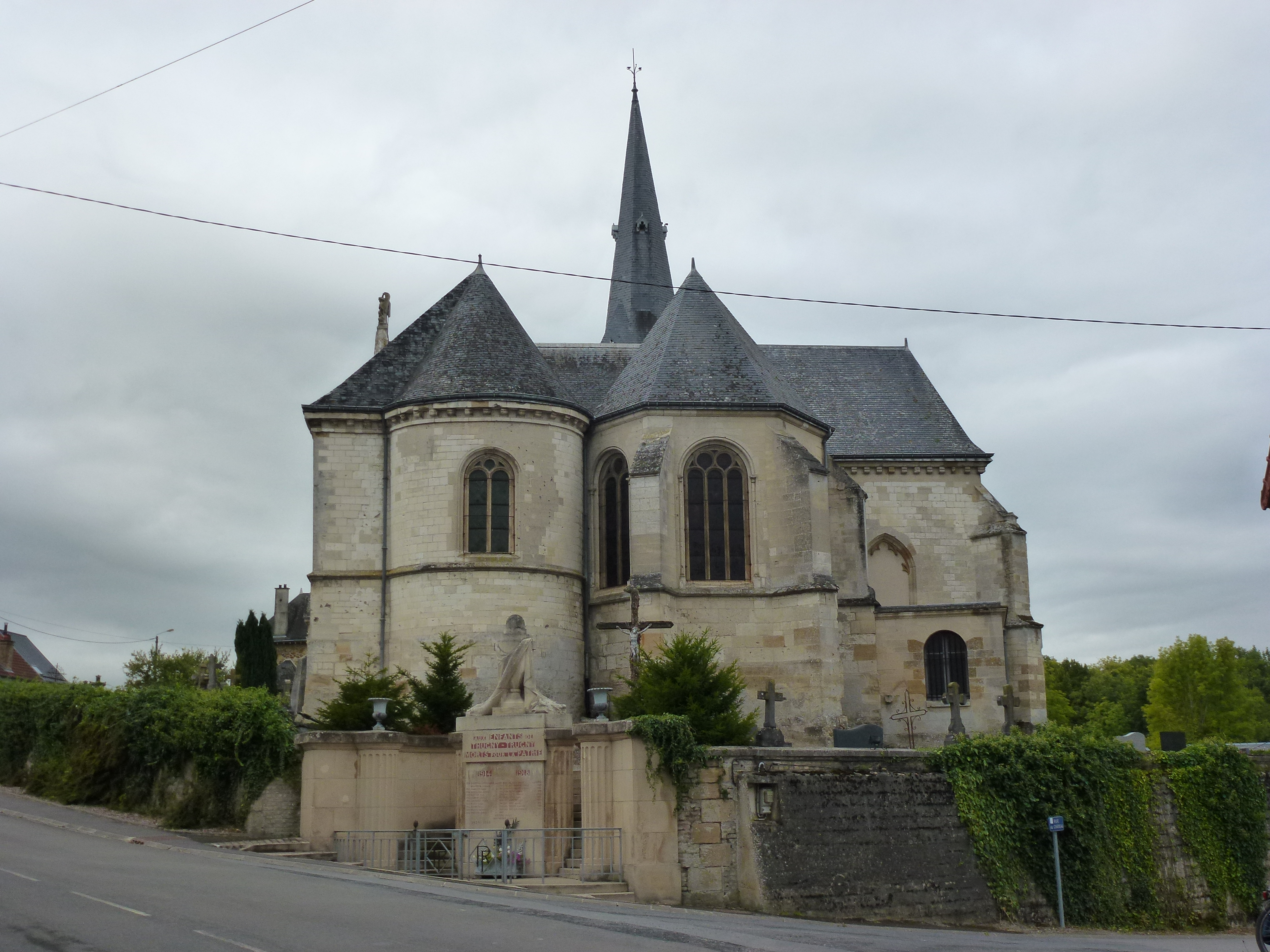
Церковь Сен-Лу
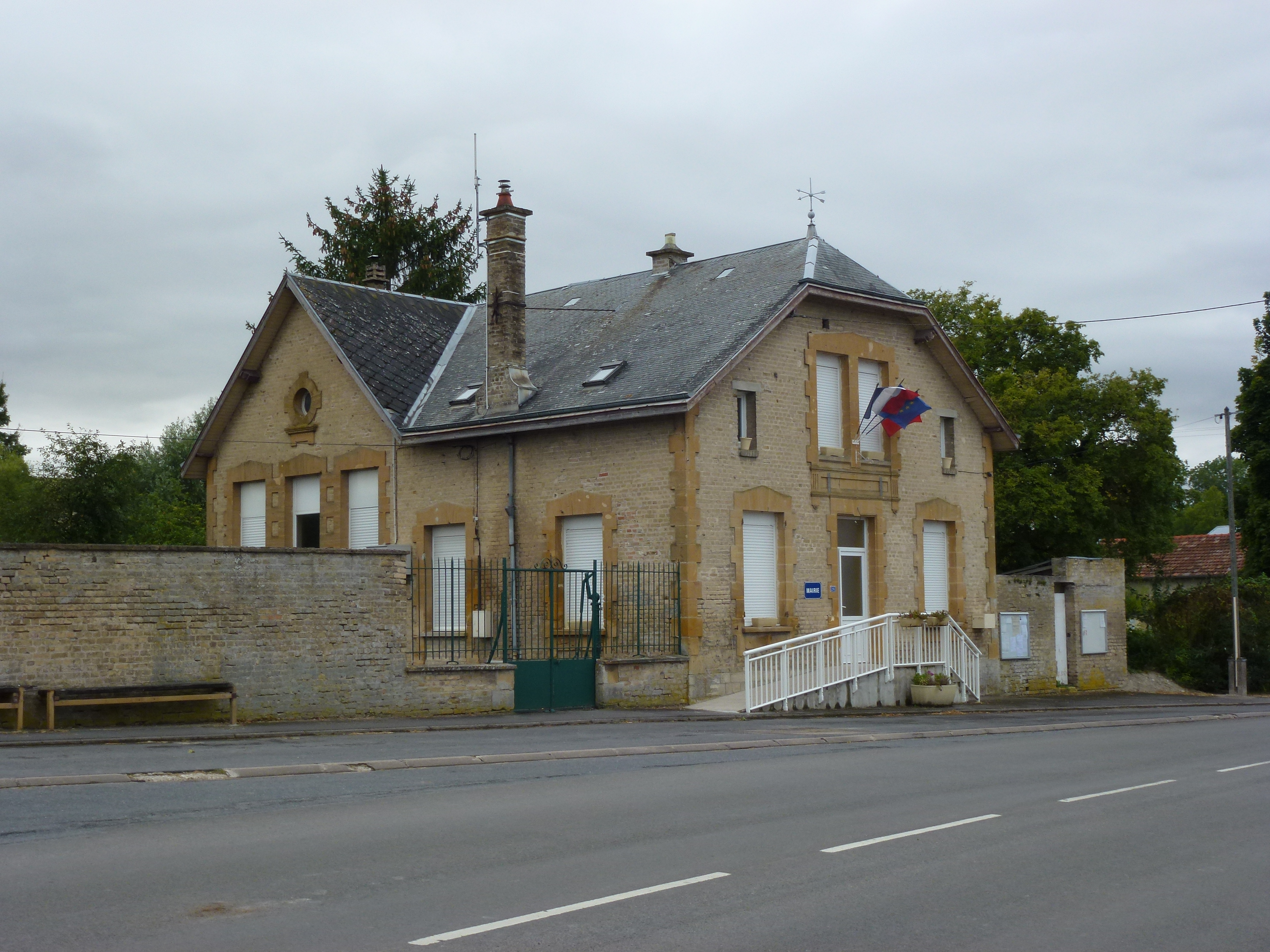
Мэрия
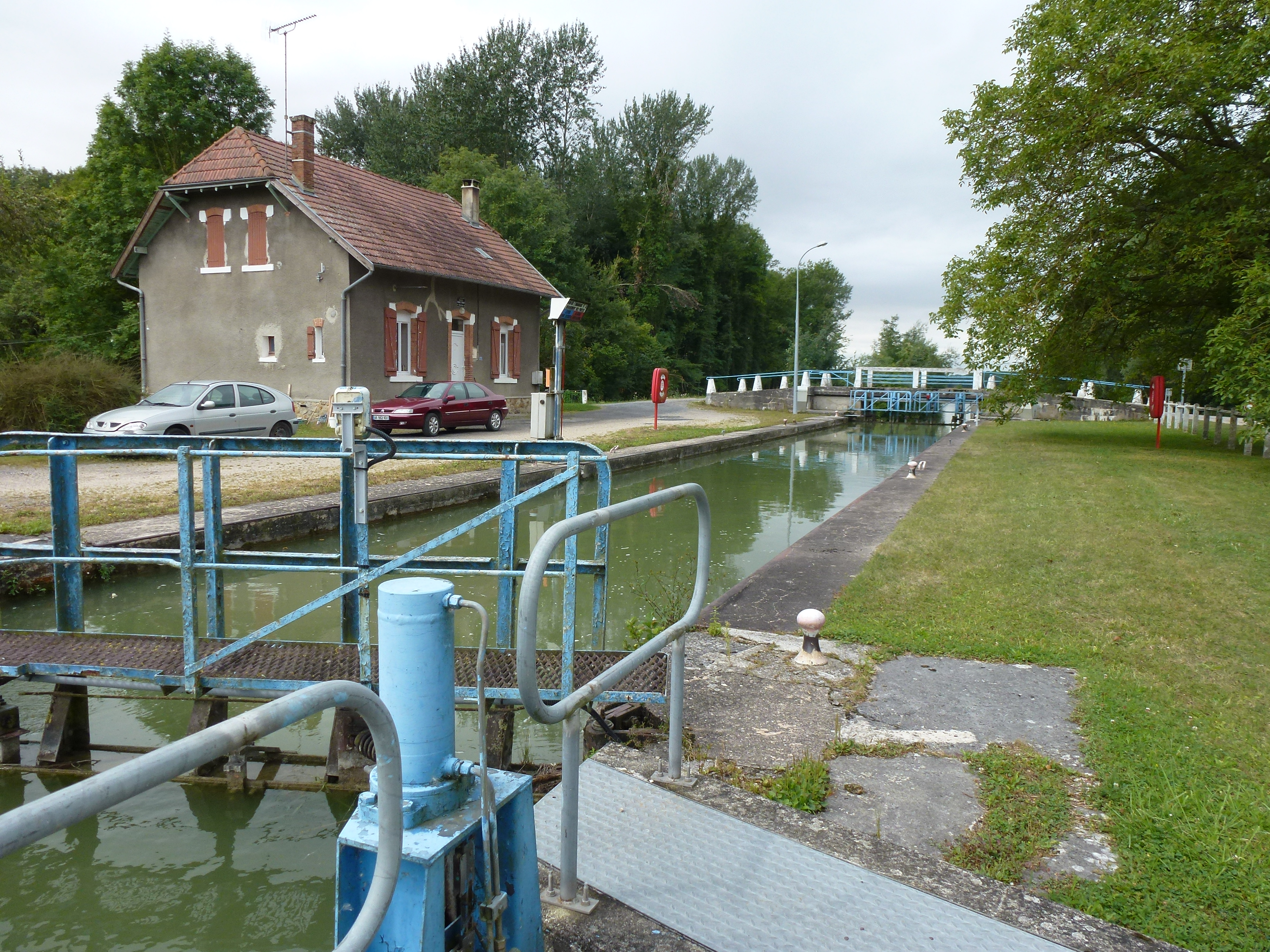
Арденнский канал и шлюз № 8